# 観光企画設計社
一級建築士事務所 株式会社 観光企画設計社（かんこうきかくせっけいしゃ）は、日本の建築設計事務所である。
主にホテル建築などを得意として手がけ、分立した企業と合わせKKSグループを形成している。

## 主たる建築物
- ザ・キャピトルホテル 東急（東急設計コンサルタントと共同）
- 観欄 グランドスカイライト インターナショナルホテル（中国 深圳市）
- シャングリ・ラ・ホテル 東京
- ザ・ペニンシュラ東京
- SHANGRI-LA HOTEL GUANGZHOU（中国 広州）
- セルリアンタワー東急ホテル（東急設計コンサルタントと）
- 富山市大手町地区整備（三四五建築研究所、槙総合計画事務所、アール・アイ・エーらと共同）
- 羽田空港西ターミナル
- 東京全日空ホテル
- 東京ヒルトン インターナショナル
- ホテルオークラ別館
- ホテルオークラ札幌
- ホテル・アルファトマム
- THE FEDERAL HOTEL KUALA LUMPUR（マレーシア クアラルンプール）
- AMBARRUKMO PALACE HOTEL（インドネシア）
- 赤倉観光ホテル
- ホテルニューオータニ
- 札幌ロイヤルホテル

## 沿革
- 1962年 創立
- 1982年 建築企画部門を（株）建築企画設計社として分立
- 1993年 観光施設の調査企画部門を（株）観光計画研究所として分立

## 事務所概要
- 創始者：柴田陽三
- 所在地 〒105-0004 東京都港区新橋六丁目17番19号